# ارداق
ارداق (بالفارسية: ارداق) هي مدينة تقع في إيران في ناحية دشتابي. يقدر عدد سكانها بـ 4,832 نسمة .